# Во саду ли, в огороде
Во саду́ ли, в огоро́де — русская народная хороводная и плясовая песня, впервые опубликованная в 1790 году в сборнике Львова—Прача.
Как и множество других народных песен (например, «Во поле берёзка стояла», «Ах, мой милый Августин»), широко известна своим инципитом. Инципит используется в заголовках садово-огородной тематики. Существуют также различные вариации фразы (например, «Во саду ли, в огороде бегала собачка…»).
Упоминается А. С. Пушкиным в произведении «Сказка о царе Салтане, о сыне его славном и могучем богатыре князе Гвидоне Салтановиче и о прекрасной царевне Лебеди», где белка:
Кучки равные кладёт
И с присвисточкой поёт
При честно́м при всём народе:
Во саду ли, в огороде.
Песня — в репертуаре многих исполнителей (Юрий Морфесси, Надежды Кадышевой). Звучит в фильме «Сказка о царе Салтане».